# Canavese
Canavese é uma área histórica e geográfica subalpina do noroeste da Itália, o qual faz parte atualmente da Província de Turim no Piemonte. Sua principal cidade é Ivrea e é famosa pelos seus castelos.